# Temprabilità
Si definisce temprabilità la proprietà di un materiale a modificare la propria durezza per effetto di un apposito trattamento detto tempra, ovvero un riscaldamento ad alta temperatura seguito da un raffreddamento brusco.
Se la durezza aumenta (come negli acciai) la tempra si chiama positiva, se invece diminuisce (come nel rame) si dice negativa.

## Temprabilità degli acciai
Un acciaio è più temprabile di un altro se, a parità di tutte le altre condizioni di tempra, presenta una maggiore profondità dello strato martensitico.
Alcuni acciai inossidabili al Cr-Ni, come per esempio l'A182 F316, F304, ecc..., non sono temprabili poiché non vi è il cambiamento di fase della struttura molecolare propria degli acciai martensitici.
La temprabilità è influenzata in buona parte dal tenore di carbonio (la temprabilità aumenta se cresce la percentuale di carbonio a causa dello spostamento delle curve CCT a destra)  ma anche dalla presenza di elementi di lega quali il nichel, il cromo, il manganese, il boro. 
Più il grano austenitico è grosso, più la penetrazione di tempra risulta maggiore.
Per misurare la temprabilità di un acciaio si può far uso dell'indice di drasticità, misurata come rapporto tra conducibilità termica del liquido refrigerante e conducibilità termica dell'acciaio.